# Moncton-Nord-Ouest
Circonscription électorale provinciale du Canada
Moncton-Nord-Ouest ((en) Moncton Northwest) est une circonscription électorale provinciale du Nouveau-Brunswick, au Canada. Elle est représentée à l'Assemblée législative depuis 1995. De 1994 à 2014, la circonscription se nommait Moncton Crescent.

## Géographie
La circonscription comprend :
- le nord-ouest de la ville de Moncton

## Liste des députés
| Législature                                           | Années       | Député | Député        | Parti                     |
| ----------------------------------------------------- | ------------ | ------ | ------------- | ------------------------- |
| Moncton Crescent Circonscription issue de Petitcodiac |              |        |               |                           |
| 53e                                                   | 1995-1999    |        | Ken MacLeod   | Libéral                   |
| 54e                                                   | 1999-2003    |        | John Betts    | Progressiste-conservateur |
| 55e                                                   | 2003-2006    |        | John Betts    | Progressiste-conservateur |
| 56e                                                   | 2006-2010    |        | John Betts    | Progressiste-conservateur |
| 57e                                                   | 2010-2014    |        | John Betts    | Progressiste-conservateur |
| Moncton-Nord-Ouest                                    |              |        |               |                           |
| 58e                                                   | 2014-2018    |        | Ernie Steeves | Progressiste-conservateur |
| 59e                                                   | 2018-2020    |        | Ernie Steeves | Progressiste-conservateur |
| 60e                                                   | 2020-2024    |        | Ernie Steeves | Progressiste-conservateur |
| 61e                                                   | 2024-Présent |        | Tania Sodhi   | Libéral                   |